# Ignacio Giammona
Ignacio Giammona (La Plata, 15 de janeiro de 1974), é um velejador argentino que é campeão dos Jogos Pan-Americanos.

## Trajetória esportiva
Em 2019, o atleta conseguiu o título pan-americano em Lima, na classe Lightning. Seus parceiros foram Javier Conte e Paula Salerno.

## Prêmios
- Olimpia de plata (2019)[2]